# 平山円
平山 円（ひらやま まどか、1968年4月12日 - ）は、日本の男性アニメーター、キャラクターデザイナー。元スタジオエックス所属。
1998年のテレビアニメ『センチメンタルジャーニー』のキャラクターデザインで注目を浴びる。
スタジオエックスは2005年の夏に解散しており、テレビアニメ『神魂合体ゴーダンナー!!』監督の長岡康史や元永慶太郎らが所属していた。
初期は平山まどか名義を用いていたが、現在は本名を用いることが多い。

## 略歴
1988年、OVA『機甲猟兵メロウリンク』で動画デビューし、1989年のテレビアニメ版『機動警察パトレイバー』で原画に昇格と、主にアニメ制作会社サンライズのロボットアニメで作画をして来た。ロボットものが少なくなる中、東京ムービー新社でテレビアニメ『超電動ロボ 鉄人28号FX』を作ると聞いて移動。東京ムービー新社では、テレビスペシャル『ルパン三世 ルパン暗殺指令』で江口寿志総作画監督の下で初の作画監督を経験した。その後、フリーランスへ。

## 主な参加作品

### テレビアニメ
1992年
- 超電動ロボ 鉄人28号FX（1992年 - 1993年、原画）

1993年
- ルパン三世 ルパン暗殺指令（作画監督）

1994年
- 魔法騎士レイアース（1994年 - 1995年、作画監督）

1995年
- 怪盗セイント・テール（1995年 - 1996年、作画監督・原画）
- バーチャファイター（1995年 - 1996年、原画）

1996年
- 名探偵コナン（1996年 - 、原画）
- 超者ライディーン（1996年 - 1997年、原画）

1997年
- ルパン三世 ワルサーP38（原画）
- VIRUS ‐VIRUS BUSTER SERGE‐（原画）
- 吸血姫美夕（1997年 - 1998年、原画）※平山まどか名義

1998年
- カウボーイビバップ（原画）※平山まどか名義
- センチメンタルジャーニー（キャラクターデザイン・作画監督）※平山まどか名義
- カードキャプターさくら（原画）

1999年
- 星界の紋章（原画）※平山まどか名義
- セラフィムコール（オープニングアニメーション原画）
- THE ビッグオー（1999年 - 2000年・2003年、作画監督・作監協力・デザイン協力・原画）

2000年
- 星界の戦旗（原画）

2001年
- Z.O.E Dolores, i（メインキャラクターデザイン・作画監督）

2004年
- ToHeart Remember my memories（キャラクターデザイン・総作画監督）※平山まどか名義
- ゆめりあ（2004年、原画）
- 神魂合体ゴーダンナー!! SECOND SEASON（作画監督・原画）
- ケロロ軍曹（2004年 - 2011年、ホビー関連デザイン）

2005年
- あまえないでよっ!!（オープニングアニメーション原画）

2006年
- あまえないでよっ!!喝!!（作画監督）
- らぶドル 〜Lovely Idol〜（キャラクターデザイン・総作画監督）※平山まどか名義。堀井久美と共同。

2007年
- 瀬戸の花嫁（作画監督）

2008年
- バンブーブレード（第16話作監協力）
- あかね色に染まる坂（キャラクターデザイン）※平山まどか名義。堀井久美との共同キャラクターデザイン

2009年
- そらのおとしもの（智樹お宝☆コレクション原画）

2010年
- 祝福のカンパネラ（OP原画）
- あそびにいくヨ!（車両作画監督協力・総作画監督補佐・OP作画）※平山まどか名義
- 俺の妹がこんなに可愛いわけがない（第1話ゲームパッケージ制作協力・第2話アイキャッチパッケージデザイン・第3話アイキャッチディスクデザイン・第4・5話劇中ゲーム「真妹大殲シスカリプス」パッケージデザイン・第4・10話劇中イラスト協力）
- そらのおとしものf（智樹☆お宝☆コレクション）

2011年
- お兄ちゃんのことなんかぜんぜん好きじゃないんだからねっ!!（キャラクターデザイン・総作画監督・OPED作画監督）
- いつか天魔の黒ウサギ（ED原画）
- SKET DANCE（原画）※平山まどか名義

2012年
- あっちこっち（原画）
- 好きっていいなよ。（作画監督、総作画監督補佐）

2013年
- IS 〈インフィニット・ストラトス〉2（作画監督）

2014年
- ラブライブ！（第2期、総作画監督）

2016年
- ラブライブ！サンシャイン！！（メインアニメーター・総作画監督）

2020年
- いわかける! - Sport Climbing Girls -（第3話ラストカット原画）
- ゴールデンカムイ（作画監督）
- 半妖の夜叉姫（作画監督）

2022年
- 賢者の弟子を名乗る賢者（総作画監督）
- シャドウバースF（総作画監督）
- 機動戦士ガンダム 水星の魔女（キャラクター作画監督）

2025年
- 日本へようこそエルフさん。（キャラクターデザイン・総作画監督）
- 前橋ウィッチーズ（総作画監督）

### 劇場アニメ
- ラブライブ!The School Idol Movie（2015年、総作画監督）
- ラブライブ!サンシャイン!! The School Idol Movie Over the Rainbow（2019年、作画監督）

### OVA
- プラスチックリトル（1994年、原画）
- 青山剛昌短編集2（1999年、原画）
- Z.O.E 2167 IDOLO（2001年、メインキャラクターデザイン）
- こすぷれCOMPLEX（2002年、OP原画）※平山まどか名義
- クイズマジックアカデミー（2008年、アニメーションキャラクターデザイン・作画監督）
- あかね色に染まる坂 ハードコア（2009年、キャラクターデザイン）※平山まどか名義。堀井久美との共同キャラクターデザイン

### プロモーションアニメ
- 魔法使いなら味噌を喰え!（2012年、作画監督）

### 模型
- ガレージキット作成解説書への寄稿あり（主にマックスファクトリー製品）※平山まどか名義
- Mr.SSP 瞬間接着パテ GSIクレオス （パッケージ画）※平山まどか名義

### 一般向けゲーム
- マリオネットカンパニー（1999年、原画）※平山まどか名義

### アダルトゲーム
- se・きらら（2010年、原画）※平山まどか名義